# Maholi
Maholi là một thị xã và là một nagar panchayat của quận Sitapur thuộc bang Uttar Pradesh, Ấn Độ.

## Địa lý
Maholi có vị trí 27°40′B 80°28′Đ / 27,67°B 80,47°Đ Nó có độ cao trung bình là 144 mét (472 feet).

## Nhân khẩu
Theo điều tra dân số năm 2001 của Ấn Độ, Maholi có dân số 18.406 người. Phái nam chiếm 53% tổng số dân và phái nữ chiếm 47%. Maholi có tỷ lệ 61% biết đọc biết viết, cao hơn tỷ lệ trung bình toàn quốc là 59,5%: tỷ lệ cho phái nam là 68%, và tỷ lệ cho phái nữ là 53%. Tại Maholi, 16% dân số nhỏ hơn 6 tuổi.